# TG4 (Irland)
TG4 (engl. Aussprache [ˈtiːd͡ʒiː ˌfɔːɹ], ir. Aussprache [ˈtʲeːɟeː ˈcahɪɾʲ] oder häufiger [ˈtiːd͡ʒiːˈcahɪɾʲ]) ist ein öffentlich-rechtlicher Fernsehsender in Irland, der in irischer Sprache ausstrahlt. TG4 sendet seit 31. Oktober 1996 (anfangs noch als  Teilifís na Gaeilge) vom Hauptsitz in Baile na hAbhann.
Der Sender unterhält eine Partnerschaft mit dem Sender RTÉ, agiert aber sonst unabhängig. 2007 wurde TG4 in die Europäische Rundfunkunion aufgenommen. Seit 2015 wählt der Sender Irlands Beitrag beim Junior Eurovision Song Contest.

## Sendungen (Auswahl)
- Nuacht (Nachrichten)
- Ros na Rún (Seifenoper)
- GAA Beo (gälischer Sport)
- Glór Tíre (Castingshow)
- SpongeBob Schwammkopf (Zeichentrick)
- South Park (Animationsserie)
- Littlest Pet Shop – Tierisch gute Freunde (Zeichentrick)
- Dokumentarfilme